# 愛歌
《愛歌》（日語：愛唄）是日本組合GReeeeN的第3張單曲，於2007年5月16日由NAYUTAWAVE RECORDS發行。

## 概要
單曲分為兩個版本，其中初回限定盤附有特別禮品套裝，CD封面是可以作為情書的信封，並且附有信紙，《愛唄》和《UNITY》均同時收錄於兩個版本中。單曲宣傳影片由伊藤輝夫擔任導演。

## 迴響
單曲在發賣首週於Oricon公信榜取得1.3萬銷量，排第8位，與出道作《道》的第39位相比，排名大幅上升，四週後單曲排名上升至第4位，這排名是2007年出道的新人中最高的，累積銷量達7.1萬，其後銷量進一步上升，排名最高上升至第2位，最終憑22.1萬銷量位列2007年度年榜第24位，獲日本唱片協會認證為白金唱片。
另一方面，單曲網上下載量持續上升，在2007年6月和7月均取得唱協榜冠軍，並在2007年6月獲日本唱片協會認證在手機片段下載部門（着うた（R））取得百萬銷量，一個月後在手機全曲付費下載部門（着うたフル（R））也取得百萬銷量，這是日本音樂史上首次有歌曲能夠在這部門突破百萬，同年8月手機片段下載次數突破二百萬，最終在2007年唱協年榜分別於手機片段下載、手機全曲付費下載部門取得第一位和在電腦下載部門取得第二位，並取得日本金唱片大獎年度最佳新人獎。在2008年6月，手機片段下載次數衝破三百萬次，兩個月後在手機全曲付費下載次數也達到二百萬次，於2009年7月在電腦下載部門取得雙白金銷量。

## 歌曲列表
1. 愛歌
  - 日本電視台《Songs Star!!（日语：歌スタ!!）》2007年5月度片尾曲
  - 愛知電視台《a-ha-N（日语：a-ha-N）》2007年6月度片尾曲
  - 富士電視台《志村大爆笑II（日语：志村けんのだいじょうぶだぁII）》2007年7月度片尾曲
  - 美源髮采「Beauteen」廣告歌
  - TBS電視台《教頭當家》節目宣傳廣告歌
  - Dydo Drinco（日语：ダイドードリンコ）廣告歌
  - 福島中央電視台《天氣晚報》主題曲
  - 明治果汁軟糖（日语：果汁グミ）廣告歌
  - 閃爍的愛情真人電影主題曲
  - 擅長捉弄人的高木同學片尾曲
  - 關於我在無意間被隔壁的天使變成廢柴這件事片尾曲
2. UNITY